# ضوء الغالفانولوميت
ضوء الغالفانولوميت هو انبعاث الضوء الناتج عن مرور تيار كهربائي من خلال الإلكتروليت المناسب الذي تم فيه غمر القطب ، المصنوع من بعض المعادن مثل الألومنيوم أو التنتالوم . ومن الأمثلة على ذلك التحليل الكهربائي لبروميد الصوديوم(NaBr).